# Distrikt Colcabamba (Huaraz)
Der Distrikt Colcabamba liegt in der Provinz Huaraz in der Region Ancash in West-Peru. Der Distrikt wurde am 31. Oktober 1941 gegründet. Er besitzt eine Fläche von 52 km². Beim Zensus 2017 wurden 324 Einwohner gezählt. Im Jahr 1993 lag die Einwohnerzahl bei 460, im Jahr 2007 bei 653. Die Distriktverwaltung befindet sich in der 3150 m hoch gelegenen Ortschaft Colcabamba mit 143 Einwohnern (Stand 2017). Colcabamba liegt 31 km westsüdwestlich der Provinzhauptstadt Huaraz.

## Geographische Lage
Der Distrikt Colcabamba liegt an der Westflanke der Cordillera Negra im äußersten Nordwesten der Provinz Huaraz. Der Río Casma (im Oberlauf Río Chacchan und Río Grande) fließt entlang der nördlichen Distriktgrenze nach Westen und entwässert das Areal.
Der Distrikt Colcabamba grenzt im Südwesten an den Distrikt Pampas Grande, im Norden an den Distrikt Pariacoto, im Nordosten an den Distrikt Pira sowie im Osten an den Distrikt La Libertad. 